# Канадская хитрость

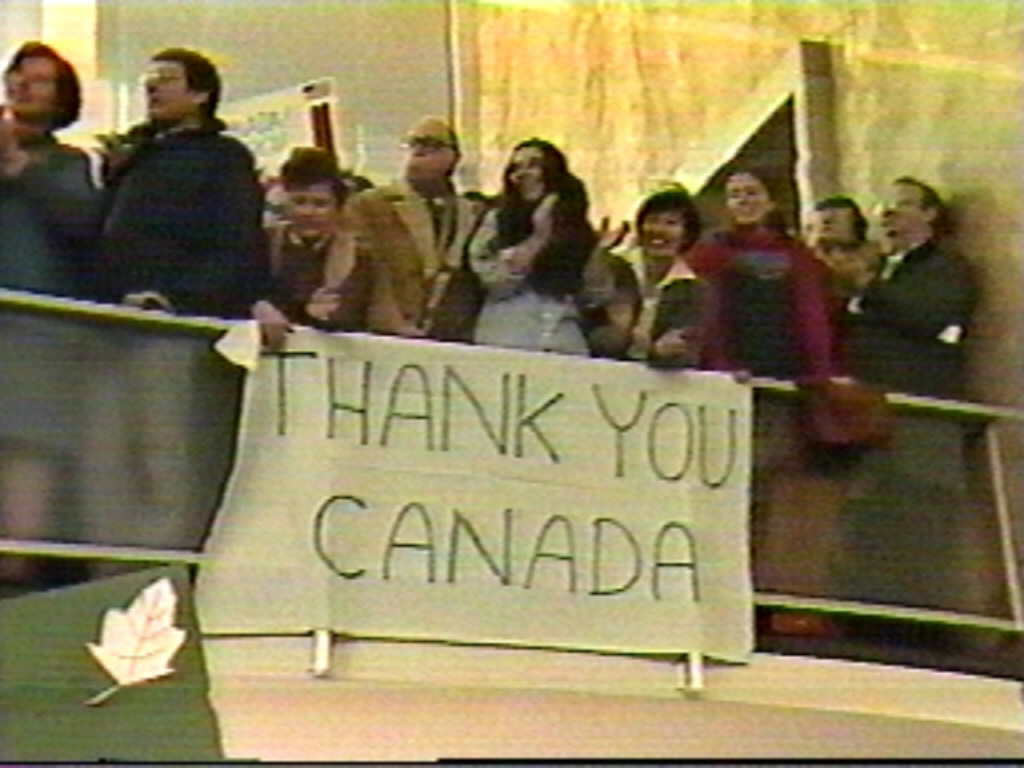
Американцы благодарят Канаду за усилия по спасению дипломатов.

Канадская хитрость (англ. Canadian Caper) — название тайной операции по спасению шестерых американских дипломатов, организованной ЦРУ и правительством Канады в 1980 году. Во время захвата американского посольства в Тегеране исламистскими студентами и ополченцами 4 ноября 1979 года этим шести дипломатам удалось скрыться и избежать судьбы своих товарищей, ставших заложниками.

## Убежище
Часть американских дипломатов работала в консульстве, расположенном в отдельном корпусе посольства. Когда иранцы, штурмующие посольство, стали перелезать через стену, две группы дипломатов вышли из посольства и направились по тегеранским улицам к британскому посольству. Группа генерального консула Ричарда Морфилда ошиблась с направлением движения, была вскоре захвачена и возвращена в здание посольства. Группа Роберта Андерса из шести человек: Роберт Андерс, Марк Лиджек, Кора Эмбурн-Лиджек, Джозеф Стаффорд, Кэтлин Стаффорд и Генри Ли Шатц, к которой примкнули два американца (один из них смог в итоге получить выездную визу и вылететь из Ирана при помощи сотрудников местного посольства), почти добралась до британского посольства, но наткнулась на громадную толпу участников акции протеста, загородившую им проход. Дом Андерса находился неподалёку, и он пригласил туда остальных. Так началась шестидневная одиссея группы, дипломаты скитались по разным домам, одну ночь они провели в британской резиденции. Спустя три дня правительство Мехди Базаргана ушло в отставку, и дипломаты поняли, что их мытарства продолжатся. Андерс связался со своим старым другом Джоном Шердауном, канадским иммиграционным чиновником, и получил от него приглашение укрыться в канадском посольстве. 10 ноября беглецы пришли в резиденцию Шердауна, где кроме Джона и Зены Шердаун их встретил канадский посол Кен Тейлор. Чета Стаффордов поселилась у посла Тейлора и его жены Пат, трое осталось у Шердаунов. Две недели спустя к Стаффордам присоединился Шатц из американского департамента по сельскому хозяйству, который ранее укрывался в шведском посольстве, ночуя прямо на полу, а затем в апартаментах шведского консула Сесилии Литандер. Шестеро дипломатов пробыли у канадцев 79 дней.

## Подготовка операции
Операцию по спасению начал канадский посол в Иране Кен Тейлор и канадский иммиграционный чиновник Джон Шердаун, предоставившие убежище в своих личных резиденциях для шести американских дипломатов (при этом они сами сильно рисковали). Им помогали чиновники посольств двух «дружественных» стран, на несколько недель была предоставлена незанятая дипломатическая резиденция.
Посол Тейлор запросил помощи у министра иностранных дел Канады Флоры Макдональд и у канадского премьер-министра Джо Кларка, которые выразили свою поддержку. Было решено вывезти попавших в беду дипломатов международным рейсом, предоставив им канадские паспорта. Для выдачи паспортов был издан правительственный декрет, ЦРУ подготовило поддельные иранские визы.
ЦРУ задействовало своего эксперта по маскировке и эксфильтрации Тони Мендеса. Он должен был разработать легенду прикрытия, найти подходящую одежду и материалы для смены личностей дипломатов. Мендес работал в тесном сотрудничестве с канадскими правительственными чиновниками в Оттаве, которые переправили паспорта и другие вспомогательные материалы в канадское посольство через дипломатического курьера. Затем Мендес вместе с помощником вылетели в Тегеран. У них были несколько альтернативных паспортов для различных вариантов развития сценария. Основная история прикрытия основывалась на выдаче шестерых дипломатов за киносъёмочную команду из Голливуда, подыскивающую места для съёмок фильма. С помощью голливудского ветерана визажиста Джона Чамберса был разработан набросок сценария фильма «Арго» с декорациями Ближнего Востока. Сценарий был основан на романе Роджера Желязны «Князь Света». Дипломатам объяснили, что на телефонные звонки будет отвечать Studio Six в Голливуде. Объявления о деятельности Studio Six были размещены в голливудских публикациях. Легенда о съёмке фильма также рассматривалась как прикрытие для отправки в Тегеран вооружённой команды с целью освобождения посольства.
При подготовке виз была допущена ошибка. Разработчики не учли, что Новый год в Иране начинается в конце марта. Эту ошибку заметил чиновник канадского посольства, когда проверял документы. Мендес захватил с собой несколько дополнительных паспортов и проставил в них новые штампы виз, которые на этот раз соответствовали иранскому календарю.
Пока Тейлор организовывал вылет вспомогательного персонала, американцы проводили недели за чтением и игрой в карты и в «Скрэбл». Остальной персонал Тейлор отправил в аэропорт с различными надуманными поручениями, они должны были оказать поддержку в случае, если бы что-то пошло не так. У иранцев возникли подозрения, начались сомнительные телефонные звонки и прочая подозрительная активность, заговор был под угрозой раскрытия.

## Спасение
27 января 1980 года американские дипломаты с канадскими паспортами вылетели из Мехрабадского аэропорта Тегерана на борту самолёта, следовавшего в Цюрих, и благополучно прибыли в Швейцарию. В этот же день канадское посольство было закрыто, а Кен Тейлор и оставшиеся сотрудники вернулись в Канаду.
Было спасено шесть американских дипломатов:
- Роберт Андерс 54 года, чиновник консульства;
- Марк Дж. Лиджек 29 лет, чиновник консульства;
- Кора А. Лиджек 25 лет, ассистент консульства;
- Генри Л. Шатц 31 год, атташе по сельскохозяйственным вопросам;
- Джозеф Д. Стаффорд 29 лет, чиновник консульства;
- Кэтлин Ф. Стаффорд 28 лет, ассистент консульства.

Посол Тейлор, его жена Патрисия, чиновник Шердаун и его жена Зена были награждены орденом Канады (высшей гражданской наградой Канады). Хотя Зена Шердаун, будучи британской подданной гайанского происхождения, не имела права быть отмеченной этой наградой, но всё же была награждена благодаря вмешательству Флоры МакДональд. Посол Тейлор был впоследствии награждён Золотой медалью Конгресса США за оказанную им помощь.
Жан Пеллетье, вашингтонский корреспондент монреальской газеты La Presse, прознал о готовящейся канадцами операции, но решил не публиковать своё открытие, чтобы не подвергнуть опасности участников операции, хотя эти новости представляли бы ценность для газеты и самого автора. К нескольким новостным организациям также попали детали истории. Пеллетье опубликовал свою статью, как только узнал, что заложники покинули Иран, но это разрушило планы американцев скрытно разместить шестерых дипломатов в Канаде, в то время как драма с удержанием заложников продолжалась. Таким образом операция «Арго» стала достоянием гласности, но американскому и канадскому правительствам удалось сохранить в секрете роль ЦРУ в операции в целях безопасности оставшихся заложников, участие ЦРУ было рассекречено только в 1997 году.
Американский журналист и автор передачи Nightline на канале ABC Тед Коппел однажды упомянул, что Сайрус Вэнс, будучи тогда государственным секретарём, не стал опровергать факт существования спецоперации и просил его не упоминать о ней в своей передаче. По прошествии лет, на премьере фильма «Операция „Арго“», выяснилось, что журналисты Марвин Калб из CBS и Ричард Валериани из NBC получили такую же просьбу и также не стали публиковать никакой информации во благо успешного выполнения миссии.
Официально позиция президента Картера на переговорах состояла в том, что все пропавшие дипломаты были в числе заложников, так что их спасение стало сюрпризом для общества. Благодарность американского общества Канаде получила массовое выражение, многочисленные телевизионные деятели, как и простой народ, отзывались об этом, Тейлор попал в фокус внимания. Над страной поднимались канадские флаги вместе с транспарантами Thank You (Спасибо).

## В культуре
- В марте 1980 года английская звукозаписывающая компания Mercury Records выпустила запись семилетней девочки Шелли Луни (This Is My Country) Thank You, Canada. Запись вошла в список чартов Cashbox’s Top 100 (две недели на 99-м месте) и Billboard Magazine’s национальном чарте Bubbling Under The Hot 100 на 109-м месте. Луни впоследствии вошла в состав американской олимпийской команды по хоккею (1998 и 2002 года), её шайба в ворота канадцев обеспечила США золотую медаль в 1998 году.
- В 1981 году вышел телефильм режиссёра Ламонта Джонсона об операции канадцев Escape from Iran: The Canadian Caper, роль Кена Тейлора сыграл Гордон Пинсент, а роль Джона Шердауна — Крис Уиггинс. Фильм снимался в Торонто и его окрестностях, съёмочная команда называла его «Тегеранто».
- В 1999 году Тони Мендес написал книгу The Master of Disguise: My Secret Life in the CIA.
- Лаура Скандифио написала рассказ Fugitives in Iran (2003, Puffin), основой которого послужила операция канадцев.
- На общественной странице сайта ЦРУ размещена небольшая информация об этой операции[7].
- Ежемесячный журнал Wired в 2007 году напечатал рассказ об операции[8] .
- 12 октября 2012 года в США вышел фильм «Операция „Арго“» (режиссер Бен Аффлек). Фильм получил три «Оскара» (лучший фильм, адаптированный сценарий и монтаж) в 2013 году.
- Один из шестерых спасённых дипломатов Марк Лиджек[9] напечатал свой собственный отчёт о бегстве из Ирана под названием The Houseguests: A Memoir of Canadian Courage and CIA Sorcery. После выхода в свет фильма «Арго» Лиджек дал несколько интервью[10] в октябре 2012 года.